# Plagiorhynchus nicobarensis
Plagiorhynchus nicobarensis är en hakmaskart som först beskrevs av Soota och Kansal 1970.  Plagiorhynchus nicobarensis ingår i släktet Plagiorhynchus och familjen Plagiorhynchidae. Inga underarter finns listade i Catalogue of Life.